# Westerlo (Nowy Jork)
Westerlo – miasto w Stanach Zjednoczonych, w stanie Nowy Jork, w hrabstwie Albany.

## Współpraca
Miejscowość partnerska:
- Westerlo, Belgia